# 1086

## Esdeveniments
- 24 de maig - Roma, Estats Pontificis (Sacre Imperi Romanogermànic): Dauferio de Fausi és escollit com a nou Pontífex, adoptant el nom de Víctor III.
- 23 d'octubre - Sagrajas, Taifa de Badajoz: s'esdevé la batalla de Sagrajas, en la que les tropes d'Alfons VI de Castella perden davant les de Yússuf ibn Taixfín.
- Expansió dels almoràvits a la península Ibèrica

## Naixements
- 24 d'abril: Ramir II d'Aragó el monjo, rei d'Aragó. (m. 1157)
- Eble II de Ventadorn, vescomte de Vendadorn i trobador occità. (data aproximada)

## Defuncions

### Països Catalans
- Maldà, baronia de Maldà (actual comarca de l'Urgell): Ramon Folc I de Cardona, vescomte de Cardona.

### Món
- Sevilla, Emirat d'Ixbíliya: Ibn Ammar, poeta i visir d'Al-Àndalus. (n.1031)